# 14、15號公園反拆遷運動
1997年，位於臺北市14、15號公園預定地的拆遷引起住戶及都市發展學者反彈。儘管遭到社會反彈，拆遷在臺北市市長陳水扁的堅持下進行，成為今日之林森公園及康樂公園。

## 始末
臺北市14號公園為現今之林森公園、15號公園為現今之康樂公園，該地區原為台灣日治時代三橋町的三板橋日人公墓，並有第七任台灣總督明石元二郎的墳墓。國民政府遷台後，有許多隨著遷台的舟山島、海南島居民在此建立違章建築（非列管眷村）。1956年，台北市政府進行第一次「都市計畫通盤檢討」，依日治後期都市計畫，將康樂里（原三板橋）之地列入公園預定地。1983年台灣電影《兒子的大玩偶》中萬仁的電影《蘋果的滋味》，與1985年萬仁的電影《超級市民》，以此地區為背景。
1992年10月，拆遷範圍內住戶成立「14、15號公園預定地住商權益促進會」。
1995年1月，台北市長陳水扁在台北市議會做第一次施政報告，明白表示，對於14、15號公園開闢建問題，一定堅持「先建後拆」原則。
1995年5月，促進會向台北市政府都市發展局局長張景森爭取研究計畫預算，請學術專業團體就「就地整建」或「遷至他處」作可行性評估；張景森表示同意。
1995年6月，台北市政府都市發展局預定委託國立中興大學法商學院都市計劃研究所教授楊重信對拆遷計畫作專案研究，國立中興大學學生開始訪談拆遷範圍內住戶。
1995年9月，台北市政府重新檢討拆遷計畫，原則決定採「先建後拆」方式，爭取違建戶配合；原先答應居民的研究案不了了之。
1996年6月，台北市政府推翻「先建後拆」原則，改採新的安置計畫與發給救濟金。
1996年9月，台北市政府決定於1997年元宵節過後強力執行地上物拆遷作業，台北市政府秘書長廖正井說，市府一律不發補償費給抗爭居民。
1996年12月，中國國民黨台北市議會黨團決議，將杯葛台北市政府所提本案拆遷預算，為住戶爭取較優厚的補償費。
1997年1月，陳水扁說，所謂的「先建後拆」採彈性認定，只要建照發了就算。同月，陳水扁說，即使台北市議會不通過本案拆遷預算，市府預定時間一定拆，居民自己去找市議會要錢。同月，台北市議會通過預算，並有兩項附帶決議：「先建後拆」與「重新公告」。
1997年1月22日，拆遷範圍內住戶三百多人至台北市議會陳情，抗議「先建後拆」政策髮夾彎；陳水扁拒絕接見陳情住戶。
1997年2月1日，學界發起「反對市府推土機」連署聲明，國立臺灣大學建築與城鄉研究所（台大城鄉所）學生兼《破報》首任總編輯黃孫權擔任「反對市府推土機運動聯盟」總召集人；陳水扁接見台北市政府工務局局長李鴻基，除再度慰留李鴻基外，同時強調市府按時拆除公園預定地上違建的政策不變。
1997年2月2日，學界於公園預定地上舉行「反對市府推土機」公共論壇，希望台北市政府做好拆遷戶安置與公園規劃，暫緩拆除行動。
1997年2月4日，拆遷範圍內住戶收到台北市政府的拆遷通知。
1997年2月5日上午9時30分至下午2時，林森公園旁的社區婦女舉行「簽名要求保留康樂市場」活動，並將支持保留康樂市場的黃色簽名條掛滿人行道上方。同日，拆遷範圍內住戶與關心本案的學界人士於林森公園旁臨南京東路的人行道上舉辦「歲末守家園，最終年夜飯」圍爐，席開50桌，拆遷範圍內弱勢居民皆可參加此活動；台大城鄉所學生在此活動中表演由1994年中華民國省市長暨省市議員選舉陳水扁競選歌曲〈台北新故鄉〉改寫的歌曲〈窮人的墳場〉，全景映像工作室以拆遷範圍內住戶陳才根及其鄰居的故事為主題拍攝、由吳乙峰擔任導演的紀錄片《陳才根的鄰居們》在此活動中放映。
1997年2月12日，城鄉所教授王鴻楷、華昌宜、夏鑄九、劉可強等人「首次與幾位市府官員當面協商緩拆與安置問題。張景森雖不主管這次公園拆除事都亦在場。有人提出匆促強拆會出人命案的警告（後不幸言中）。他突插入一句『不拆也會死人』。記得我們還就這點辯論過幾句。其指涉是防火安全問題（市府以晴光市場之火為前鑑並指 14、15 號公園區已有 16 次失火紀錄。我們則強調該地區守望相助的社區精神都使屢次失火而無人傷亡。）」。這句話在2月27日台大城鄉所學生到市政府發展局抗議的布條上「張景森有先見之明 老人不搬也會死」開始加入「老人」，再經由媒體報導，變成張景森說「老人不搬也會死」，「而成為代表冷酷的一句話」。
1997年2月14日，拆遷範圍內住戶收到台北市政府的斷水斷電通知。
1997年2月16日，拆遷範圍內住戶收到台北市政府的除戶通知，未辦妥者不能領取拆遷補償費。
1997年2月20日，張景森說「老人不搬也會死」。根據親身參與協調的城鄉所華昌宜教授投書，張景森並未說過這句話，而且說話的時間也不正確。
1997年2月24日，台北市政府決定，3月4日零時起採「全面封鎖」方式，3月4日凌晨三點以「淨空管制」方式執行拆除，並由市府高層坐鎮現場督導，避免任何暴力衝突發生。同日，冠德建設在台北市中山北路二段的台北市第一個獎勵民間都市更新案「美麗國賓」開工，陳水扁與張景森主持開工儀式。陳水扁表示，台北市政府都市發展局正在研擬「台北市都市更新整體計畫」，透過強制措施，解決都市更新地區少數地主刻意阻礙都市更新的情形；台北市政府將研究先進國家的都市更新辦法，籌組「都市開發公司」，結合官商與社區，提昇都市更新效率。
1997年2月26日上午，拆遷範圍內住戶翟所祥於拆除前夕上吊自殺。同日下午，拆遷範圍內五十多位住戶到台北市政府前陳情，拉起黑白兩色布條，並提出三點聲明「道歉、緩拆、重新安置」要求陳水扁公開道歉、台北市政府緩拆，但陳水扁無回應；此時前民主進步黨主席施明德到場關切，施明德代住戶向台北市副市長陳師孟陳情，經過一個多小時的協商，陳師孟出面向住戶說明，但陳師孟迴避回答是否能緩拆，令住戶還是不滿意。同日，新黨立法院黨團發表聲明，批評台北市政府處理本案不當、陳水扁草菅人命，要求台北市政府暫緩拆除作業以安撫人心。新黨立法委員朱惠良在公園預定地批評，「張景森說『老人不搬也會死』，廖正井說『誰抗爭，一毛錢都領不到』」，拆遷戶情何以堪；新黨國民大會代表汪志冰在公園預定地說，「前一陣子已經病死了三個老榮民，今天又吊死一個，陳水扁該下台了」。
1997年2月27日下午，台大城鄉所學生十多人至台北市政府都市發展局，在局長室走廊拉開黃布條「張景森有先見之明 老人不搬也會死」，抗議張景森失言；該所學生會會長吳瑾嫣將邀請函交給張景森，邀張景森回該所辯論；張景森當面同意，但說只會和教授討論、不會和學生討論，因為學生不是專業者。張景森認為，邀請函中列出的「搬也會死，不搬也會死」在都市更新中的意義，以及「我如何由進步學者變成冷血官僚」、「都是城鄉所學生鼓譟的──政治抹黑大公開」、「都是社會局的錯──尋找代罪羔羊的100種方法」等講題，本身就有立場、有挑釁的意味；如果學生更改上列標題，他才願意回該所辯論。部分學生質疑張景森在學校教的和在本案中的立場不一致，一名學生同時拍桌質疑張景森有沒有到過公園預定地內；張景森也多次持報紙拍桌，訓斥學生「不要以為到過現場就戴著道德光環，以為只有自己是對的」，他沒必要向學生完整說明在本案上他做過什麼。黃孫權表示，張景森日前對媒體表示「不搬也會死人」、「都是城鄉所學生從中鼓譟」、「城鄉所的老師是自戀，堅持己見，成為學生的傀儡」等語，令他深表不滿。
1997年2月27日下午，台大城鄉所教授夏鑄九拜訪陳水扁討論本案，雙方會談一個多小時。
1997年3月1日，陳水扁應震旦集團邀請作專題演講〈巨變下的新挑戰〉，他說，台北市政府的安置辦法是有史以來最好的，本月4日拆遷的計畫絕不改變；翟所祥上吊自殺事件，「別的地方不死，死在這裡，我真夠『衰』（倒楣），而且也沒證據是因市府要拆遷才自殺的」，甚至有人說這是二二八事件翻版、說他比台灣省行政長官陳儀更可惡；拆遷範圍內住戶中有很多高所得者，有人擁有32筆土地，賣水餃的康樂里里長禚淑雲甚至擁有5間房屋。禚淑雲回應，這5間房屋是她們家族所有，她近日的陳情及呼籲都是針對老弱拆遷戶的安置，她並未要求市府厚待她。同日，拆遷範圍內住戶於林森公園旁人行道上舉行「告別老友，堅守家園」晚會並共同豎立「窮人的墳場」石碑，行政院政務委員馬英九出席晚會並允諾本月3日與居民共同堅守家園。
1997年3月3日下午，台北市政府召開記者會，陳水扁介紹台北市政府邀集包括學者、專家及台北市議員在內的十多名社會各界人士組成的本案觀察團，宣布3月4日的拆除作業只拆除全部營業戶、但不處理弱勢戶及其他違建戶，並點名政務委員「最好想清楚，不要和市府、市民對立」。同日晚上，民意代表、拆遷範圍內部分住戶、台大城鄉所師生在當地守夜抗爭，台北市政府警察局動員徒手警員1200人以上維持秩序，馬英九到場陪同抗爭至半夜一點多離場。其他到場聲援的政治人物：施明德、張俊宏、林瑞圖、林晉章、秦慧珠、李慶安、陳學聖、陳政忠、汪志冰、潘懷宗、朱惠良、李慶華、璩美鳳、楊鎮雄、費鴻泰、賈毅然與金介壽等。金介壽罵台大城鄉所學生是「陳水扁的走狗，自作自受」，與台大城鄉所學生及拆遷範圍內住戶發生衝突。
1997年3月3日晚上至3月4日清晨，公園預定地總計陸續發生六起火警，其中四起幾乎立即撲滅；但發生於3時11分後的兩起火警沿燒迅速，90分鐘後才將火勢撲滅，沿燒面積約三百坪、135戶。警方在現場逮捕涉嫌縱火的康姓男子，但調查後因罪證不足而將康男飭回。隨後，陳水扁指示台北市政府警察局全力偵辦此案，並懸賞破案獎金新台幣100萬元。
1997年3月4日清晨4時，台北市政府工務局拆除大隊於林森公園停車場集結展開拆除工作，陳師孟坐鎮台北市政府警察局中山分局擔任拆除工作總指揮。同日清晨，張景森與現場學生碰面，學生質疑張景森如何面對這段都市計畫史，張景森答「要聽我上課，就回到學校」。同日，陳師孟與台北市政府新聞處處長羅文嘉說，學生應努力唸書、不應搞運動。同日，萬仁到現場弔念，目睹這片經常出現在自己電影中的違建景觀步入歷史，他形容當時的心情是「感觸良多」。

## 後續
1997年11月12日，工人立法行動委員會（工委會）主辦秋鬥「工人反彈」大遊行，於14、15號公園舉行踩「扁」儀式，抨擊台北市政府無情打壓公娼與拆遷戶。
1998年5月27日晚上7點整，專業者都市改革組織在台北市議會前廣場主辦本案紀錄片《我們家在康樂里》首映會，該片由黃孫權擔任導演。
1998年12月5日，1998年中華民國直轄市市長暨市議員選舉投票，馬英九當選台北市長，陳水扁連任失敗。
2000年中華民國總統選舉期間，無黨籍總統候選人宋楚瑜全國競選總部發言人邱毅召開記者會質疑，陳水扁在本案中執意拆遷，主因是陳水扁之妻吳淑珍與台灣股市名人陳賢保（阿丁）聯手炒作欣欣百貨股票，欣欣百貨位於14、15號公園附近，為了讓股價高漲，陳水扁一定要拆遷；第二天，陳水扁與吳淑珍向臺灣臺北地方法院檢察署控告邱毅涉嫌《中華民國刑法》誹謗罪、違反《總統副總統選舉罷免法》等罪名。2000年陳水扁當選總統之後，一審判決邱毅敗訴，二審判決陳水扁敗訴，不斷重複「誰敗訴，誰上訴」，至2008年7月仍未定讞。
2002年3月，康樂公園完工啟用；2003年10月，林森公園完工啟用。
2005年4月15至23日，《苦勞網》與國家電影資料館合辦鐵馬影展，是台灣首度以社會運動視角來策劃的主題紀錄片影展，選播《我們家在康樂里》等15部社運議題紀錄片。
2011年11月，小說家謝鑫佑以反拆遷運動為題材完成短篇小說《我的家在康樂里》，描述當年居民被迫搬遷的無奈。2012年4月15日，臺北市政府文化局第十四屆台北文學獎頒獎典禮，《我的家在康樂里》獲頒小說組優等獎。
2014年10月26日至2015年1月6日，黄孙权在北京市红砖美术馆推出個展“无地之爱”，展出四组作品《我们家在康乐里》、《日常生活的一天》、《复岛系列》、《乌托邦出柜》；2014年11月12日，黃孫權在《鳳凰網》的專訪中說，他拍摄《我們家在康樂里》时，“我们对地方是很有感情的，慢慢我发现：我这样记录他们（住戶），其实是透过他们的眼睛看他们自己”。
2014年12月10日，國立清華大學退休教授彭明輝在其部落格發文〈在柯P身上看見陳水扁的影子〉，批評張景森在反拆遷運動中的言行，斥責張景森是「民進黨中我最痛恨、鄙視的人之一」、「英語裡頭沒有『人格』（integrity）的人」。張景森提起刑事訴訟，控告彭明輝涉嫌《中華民國刑法》誹謗罪。2016年4月4日，張景森撤回刑事訴訟；但之後張景森提起民事訴訟，請求彭明輝賠償名譽損害新台幣200萬元、登報道歉、刪除〈在柯P身上看見陳水扁的影子〉。2017年7月31日，臺灣臺北地方法院一審判決，認為彭明輝已經善盡查證義務、而且基於查證之事實作出合理之推測，故駁回張景森的全部請求；張景森表示，他從未說過「老人不搬也會死」，彭明輝捏造不實言論抹黑他，他將提起上訴。臺灣高等法院二審判決，維持一審判決，張景森敗訴。2020年9月3日，最高法院判決，二審判決並無違法，彭明輝免賠免道歉，張景森敗訴定讞。

## 評論
1997年，黃孫權發表台大城鄉所碩士學位論文《綠色推土機：九○年代台北的違建、公園、自然房地產與制度化地景》，記錄本案始末。2012年11月，《破報》出版此書（ISBN 978-986-88687-0-0），書中收錄《我們家在康樂里》重製中英文字幕版DVD-Video。
1999年8月26日，無殼蝸牛聯盟辦公室發行無殼蝸牛運動10週年紀念VCD音樂專輯《房事不順：無殼蝸牛運動10年影音多媒體記錄專輯》，收錄為悼念翟所祥之死而作的歌曲〈大爺，吃早餐了〉（黃孫權與楊友仁作詞，楊友仁作曲及主唱）。
2007年12月8日至2008年3月9日，2007深港城市建築雙年展展出台灣五個建築藝術團隊的作品；其中建築團隊之一是黃孫權「我們家在康樂里/城市光柵」，該團隊展出項目包括《我們家在康樂里》。
2016年9月8日，民進黨台北市議員梁文傑發文，在本月高雄市政府強制拆遷高雄市三民區十全果菜市場牴觸戶事件中為高雄市市長陳菊辯護。2016年9月9日，自由台灣黨南翼負責人李嘉宇認為，從梁文傑此文可以清楚看到，民進黨早就已經與當年左派台獨理念背道而馳、卻仍假藉台獨之名鞏固自己執政的「發展至上主義」，在鞏固自己執政之餘綁架人民「只有民進黨繼續執政，台灣才能獨立」。
2016年9月12日，台獨人士王奕凱說，本案的結果對台北市而言「可能九牛一毛的小」，本案也不應用來舉證為「開發與民主底線的兩難」；至今社運人士、被迫遷住戶與本案研究者幾乎不明白，為何本案過程中，居民沒有「獅子大開口」，中國國民黨台北市議會黨團也願意為住戶爭取更好的補償金，但陳水扁還是要先迫遷。同日，國立中正大學教授管中祥說，發展主義是民進黨長久以來的主流價值，梁文傑的言論所呈現的價值思維其實與國民黨沒什麼不同，此言並不會在民進黨在野時說出口，民主或許只是民進黨取得政權的藉口。

## 外部連結
- 黃孫權的反對市府推土機運動照片集 （页面存档备份，存于）
- 張哲生介紹台北市14、15號公園之歷史